# کروم نیترات
نیترات کروم (به انگلیسی: Chromium nitrate) با فرمول شیمیایی Cr(NO3)3[Cr(H2O)6](NO3)3•3H2O (nonahydrate) یک ترکیب شیمیایی با شناسه پاب‌کم 24598 است. که جرم مولی آن 238.011 g/mol (anhydrous) 400.21 g/mol (nonahydrate) می‌باشد. شکل ظاهری این ترکیب، بلورهای بنفش است.